# Viorel Moldovan
Pour les articles homonymes, voir Moldovan.
Viorel Dinu Moldovan est un ancien footballeur international roumain évoluant au poste d'attaquant, né le 8 juillet 1972 à Bistrița, reconverti entraîneur, puis président du Rapid Bucarest.

## Biographie

### En club
Il joue en France, au FC Nantes (acheté 5,5 M€), club avec lequel il gagne un titre de champion en 2001 et participe à une finale de Coupe de la Ligue en 2004. Il gagne le Trophée du joueur du mois UNFP en mars 2004. 
Après être devenu directeur sportif du Rapid Bucarest, Viorel Moldovan devient entraîneur du FC Vaslui en Roumanie avant d'être limogé en mai 2009. Il retrouve un poste en juillet de la même année, au FC Brașov, à la place du technicien italien Nicolò Napoli, pourtant fraîchement intronisé, mais contraint de se désister en raison de problèmes familiaux. 
Le 26 mai 2016, il s'engage avec le club de l'Association de la jeunesse auxerroise pour une période de 2 ans. Il est suspendu de ses fonctions le 26 septembre 2016 après des propos critiques envers la direction du club, faisant suite à une défaite contre Le Havre. L'AJA est alors dix-neuvième de Ligue 2 avec une seule victoire après neuf matchs. Il est licencié pour faute grave le 3 octobre 2016, soit une semaine après sa mise à pied.
Après deux ans sans activité, il s'engage avec le Chindia Târgoviște en Liga II. 

### En équipe nationale
Sélectionné 70 fois en équipe nationale, il y inscrit 25 buts. Il participe à la Coupe du monde 1994 à l'Euro 1996 puis à la Coupe du monde 1998. Il dispute également l'Euro 2000, compétition dans laquelle il inscrit un but face à l'Allemagne (1-1).

## Palmarès

### En club
- Champion de Suisse en 1998 avec le Grasshopper Zürich
- Champion de France en 2001 avec le FC Nantes
- Vainqueur de la Coupe de Roumanie en 2006 et en 2007 avec le Rapid Bucarest
- Vainqueur du Trophée des Champions en 2001 avec le FC Nantes
- Finaliste de la Coupe de la Ligue en 2004 avec le FC Nantes

### EnÉquipe de Roumanie
- 70 sélections et 25 buts entre 1993 et 2005[7]
- Participation à la Coupe du Monde en 1994 (1/4 de finaliste) et 1998 (1/8 de finaliste)
- Participation au Championnat d'Europe des Nations en 1996 (Premier Tour) et en 2000 (1/4 de finaliste)

### Distinctions individuelles
- Meilleur buteur de la Ligue nationale A en 1996 (19 buts)
- Meilleur buteur de la Ligue nationale A  en 1997 (27 buts)
- Trophée du joueur du mois de Ligue 1 UNFP en mars 2004.